# Sabirabad
 For alternative betydninger, se Sabirabad (distrikt).
Sabirabad (også Galagayin, Petropavlovka, Petropavlovskoye og Sabirabad) er en by i og hovedstaden i Sabirabad Rayon i Aserbajdsjan. Byen blev omdøbt til ære for digteren Mirza Alekper Sabir.
Sabirabad - administrativt center for Sabirabad-republikken Aserbajdsjan. I 1935 modtog distriktet status som underliggende by.
Sabirabad ligger på højre bred af Kura-floden. I nærheden af byen kaldet Sugovushan, er Araz-floden fusioneret med Kur-floden.